# Kolačno, Slovenske Konjice
Kolačno este o localitate din comuna Slovenske Konjice, Slovenia, cu o populație de 40 de locuitori.